# Mercedes-Benz Baureihe 110
Der Mercedes-Benz W 110 ist ein Pkw der oberen Mittelklasse. Fahrzeuge dieses Typs wurden zwischen 1961 und 1968 hergestellt und ersetzten die „Ponton-Reihe“ W 120/W 121. Umgangssprachlich wurde der W 110 als „kleine Heckflosse“ bezeichnet. Er teilte sich die Karosserie („Einheitskarosserie“) mit dem im Wesentlichen baugleichen W 111 („große Heckflosse“), der bereits 1959 auf den Markt gekommen war.

## Modellgeschichte

### Allgemeines

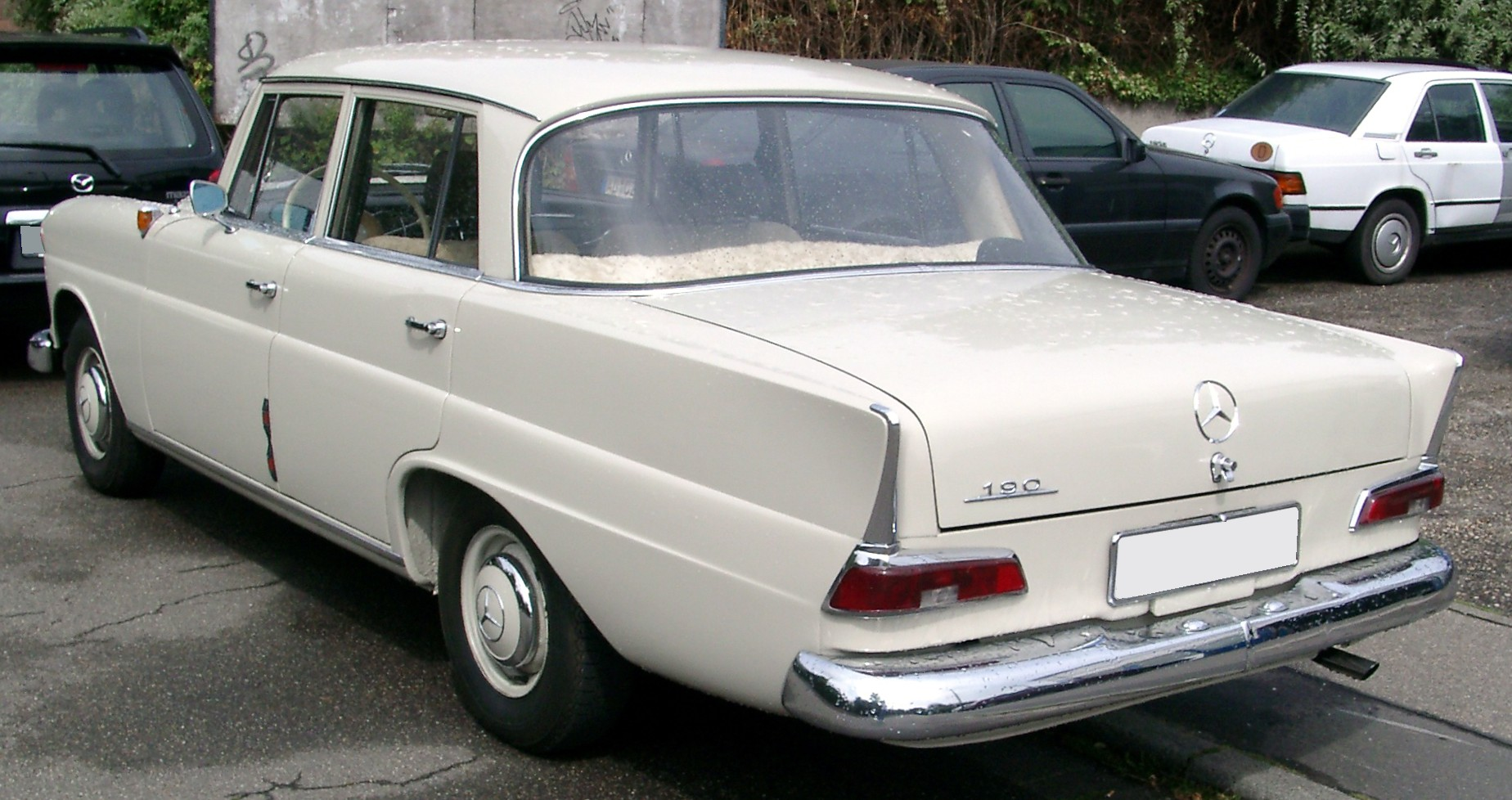
Heckansicht 1961–1965

Erkennungsmerkmal des W 110 sind, wie auch die der ähnlichen Baureihen 111 und 112, die Heckflossen, mit denen der Hersteller Daimler-Benz, der für ein eher konservatives Design stand, Zugeständnisse an das damals vorherrschende Auto-Design in den USA machte. Die geradlinige, elegante Karosserieform mit den seitlichen Sicken im Blech wurde vom damaligen Daimler-Benz-Chefdesigner Karl Wilfert und seinem Team entwickelt. Verglichen mit amerikanischen Fahrzeugen sind die Heckflossen beim W 110 allerdings eher klein. Der Hersteller nannte sie „Peilstege“, die das Einparken erleichtern sollten – sie markierten klar das Ende des Wagens. Die Rundumsicht war durch die um die Ecke gezogene Panorama-Front- und Heckscheibe sehr gut.
Die Karosserie zeichnete sich durch eine bis dahin nicht gekannte passive Sicherheit aus: Sie hatte als erste eine stabile Fahrgastzelle und wirksame Knautschzonen. Mercedes führte umfangreiche Crashtests durch, zum Beispiel brachte man ein Fahrzeug mit 80 km/h über eine Rampe zum Überschlag. Zudem hatte der W 110 die schon beim W 111 eingebauten Keilzapfen-Türschlösser. Diese erhöhen die Stabilität der Fahrgastzelle und verhindern bei einem Unfall das Herausschleudern der Fahrgäste, da die Türen nicht mehr aufspringen.
Durch ein einlegbares Sitzkissen zwischen Fahrer- und Beifahrersitz bestand bei Fahrzeugen mit Lenkradschaltung die Möglichkeit der Nutzung eines dritten Sitzplatzes in der vorderen Sitzreihe. Die Armlehne fungierte hochgeklappt als Rückenlehne für den mittleren Sitz.

### Dieselvarianten
Die Dieselversionen 190 D und 200 D waren wegen ihrer Langlebigkeit, Zuverlässigkeit, des Fahrkomforts, des großen Kofferraums und des geringen Treibstoffverbrauchs vor allem in der Taxi-Branche beliebt. Das erklärt auch die wesentlich größeren Produktionszahlen der Dieselmodelle im Vergleich zu den Fahrzeugen mit Ottomotor. Für ein Leergewicht von knapp 1,4 Tonnen haben die Diesel mit 55 PS (40 kW) eine relativ geringe Motorleistung; die Höchstgeschwindigkeit mit Automatikgetriebe beträgt 127 km/h, die Beschleunigung von 0 auf 100 km/h liegt bei rund 30 Sekunden – ein VW Käfer 1200 mit 34 PS (25 kW) braucht mit 33 Sekunden nur unwesentlich länger. Für den Taxibetrieb spielte das jedoch keine Rolle, weil die Fahrzeuge überwiegend im Stadtverkehr bewegt wurden.
Daimler-Benz war seit dem Produktionsende des Borgward 1800 Diesel 1954 und bis zum Erscheinen des Opel Rekord 2100 D 1972 alleiniger Hersteller von Diesel-Pkw in Deutschland.

## Modellvarianten

### 190 und 190 D (1961–1965)
Im April 1961 begann die Produktion des 190 und des 190 D. Der Typ W 110 teilt sich viele Karosserieteile mit dem Oberklassemodell W 111/112 („Große Flosse“), die Heckpartie gleicht der des 220 b der Baureihe W 111. Von den Modellen mit Reihen-Sechszylindermotoren unterscheidet sich die „Kleine Flosse“ durch den um 145 mm kürzeren Vorderwagen, runde statt ovale Scheinwerfer (Leuchteinheiten), erheblich kleinere Rücklichter, einfache Stoßstangen und weniger Chromzierrat. Nebelscheinwerfer gab es als Sonderausstattung unter den Hauptscheinwerfern. Die vorderen Blinker befanden sich (wie beim Vorgänger) zunächst zusammen mit den Parkleuchten oben an den vorderen Kotflügeln. Auf dem linken Kotflügel befindet sich bis Baujahr 1963 auch der Außenspiegel, danach wurde er an der Fahrertür hinter dem Ausstellfenster montiert, was die Sicht verbessert und das Einstellen vom Fahrersitz aus ermöglichte. Die Rücklichter erhielten noch im Jahr 1961 eine andere Form, das oben bis zur Mitte überstehende Glasprofil wurde abgeflacht. Innen- und Kofferraum sind genauso groß wie bei der „großen Flosse“. Alle Modelle haben eine ungewöhnliche Instrumentenkonsole auf kleinem Raum mit senkrechtem Walzentachometer („Fieberthermometertacho“), dessen Anzeige je nach Geschwindigkeit von gelb über rot/gelb bis rot variiert. In dieser schmalen, kompakten Konsole waren noch die Instrumente für Tankanzeige, Wassertemperatur, Öldruck und verschiedene Kontroll-Leuchten integriert. Ein Tageskilometerzähler war serienmäßig. Bei allen Modellen liegt der Tankeinfüllstutzen hinter dem nach unten zu klappenden hinteren Kennzeichen.
Die Fahrzeuge wurden unter der Bezeichnung 190 (Benzin) und 190 D (Diesel) verkauft, zur Unterscheidung von den Ponton-Vorgängermodellen lautete die interne Bezeichnung 190 c und 190 Dc. Folgende Reihenvierzylinder wurden eingebaut: beim 190 c der M 121 mit 1,9 Litern Hubraum und 80 PS (59 kW), Gemischaufbereitung durch einen Solex 34 PJCB Fallstromvergaser. Der 190 D erhielt den aus der Pontonserie stammenden und auf 2 Liter vergrößerten Vorkammer-Dieselmotor OM 621 III mit Bosch-Vierstempel-Einspritzpumpe und 55 PS (40 kW) Leistung. Die Dieselmotoren hatten einen „Start-Stopp-Zug“, der nicht nur die elektrische Steuerung des Vorglühens und des Anlassers übernahm, sondern auch an der Einspritzpumpe eine Anreicherung der Einspritzmengen zum Start und die Stellung der Einspritzpumpe auf Nullförderung zum Abstellen des Motors übernahm. Stromerzeuger war eine Bosch-Gleichstrom-Lichtmaschine mit 12 Volt Spannung.
Die Einzelradaufhängungen mit einer Doppelquerlenkerachse vorn noch ohne Kugelgelenke, und einer Eingelenk-Pendelachse hinten mit Längslenkern, Schraubenfedern und Ausgleichsfeder entsprachen weitgehend dem Vorgänger. Die Fußbremse hat hydraulische Betätigung mit Trommelbremsen vorne und hinten, auf Wunsch mit Bremskraftverstärker. Die Feststellbremse ist mit Stockbetätigung und Seilzügen ausgeführt. Ab August 1963 wurde serienmäßig eine Zweikreisbremsanlage mit Bremskraftverstärker und Scheibenbremsen vorne eingebaut. Das Lenkgetriebe arbeitet mit einer Kugelgewindespindel.

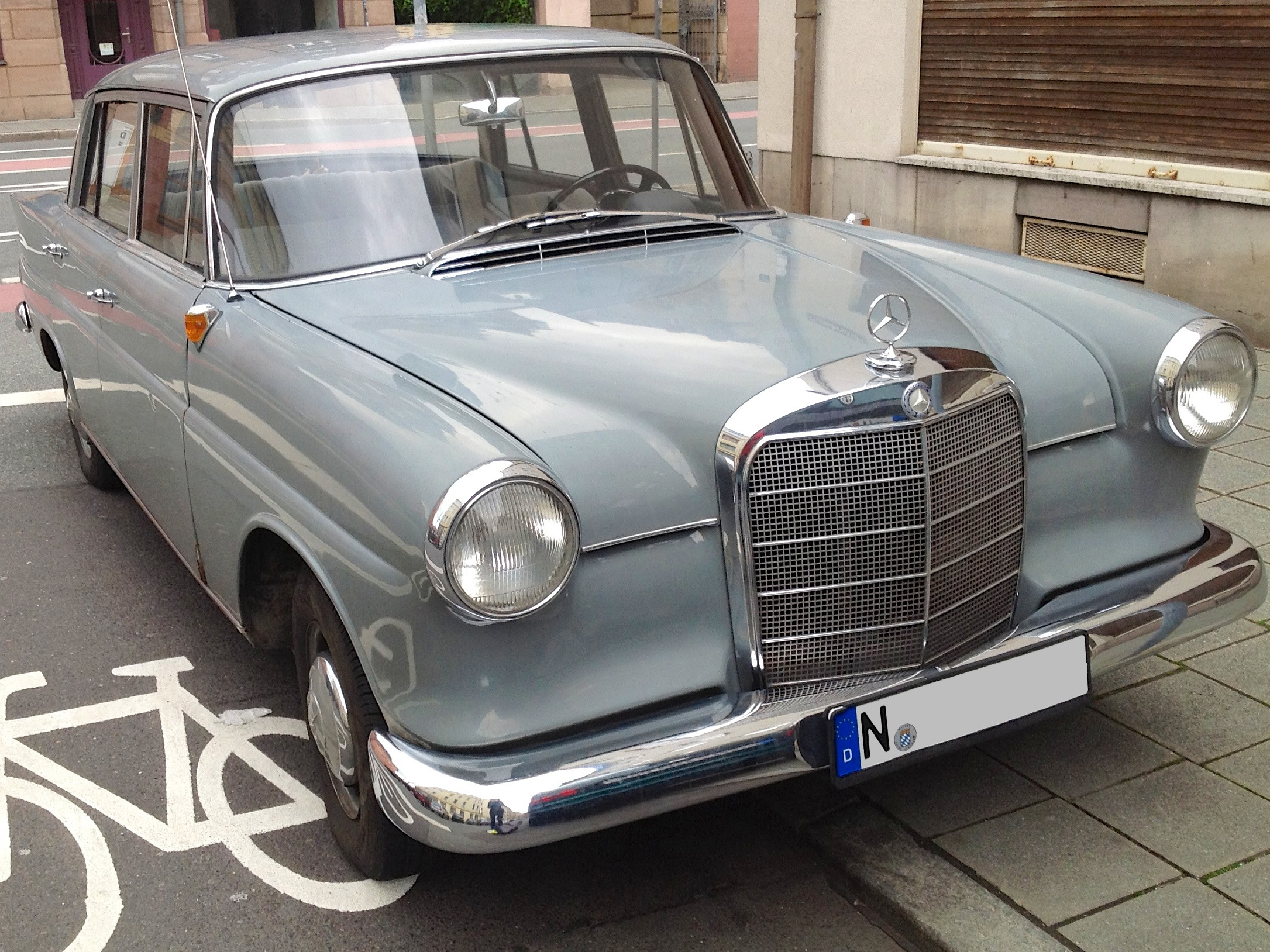
190 D, Ausführung 1961/62 mit Blinkern auf den vorderen Kotflügeln, ohne Nebelscheinwerfer
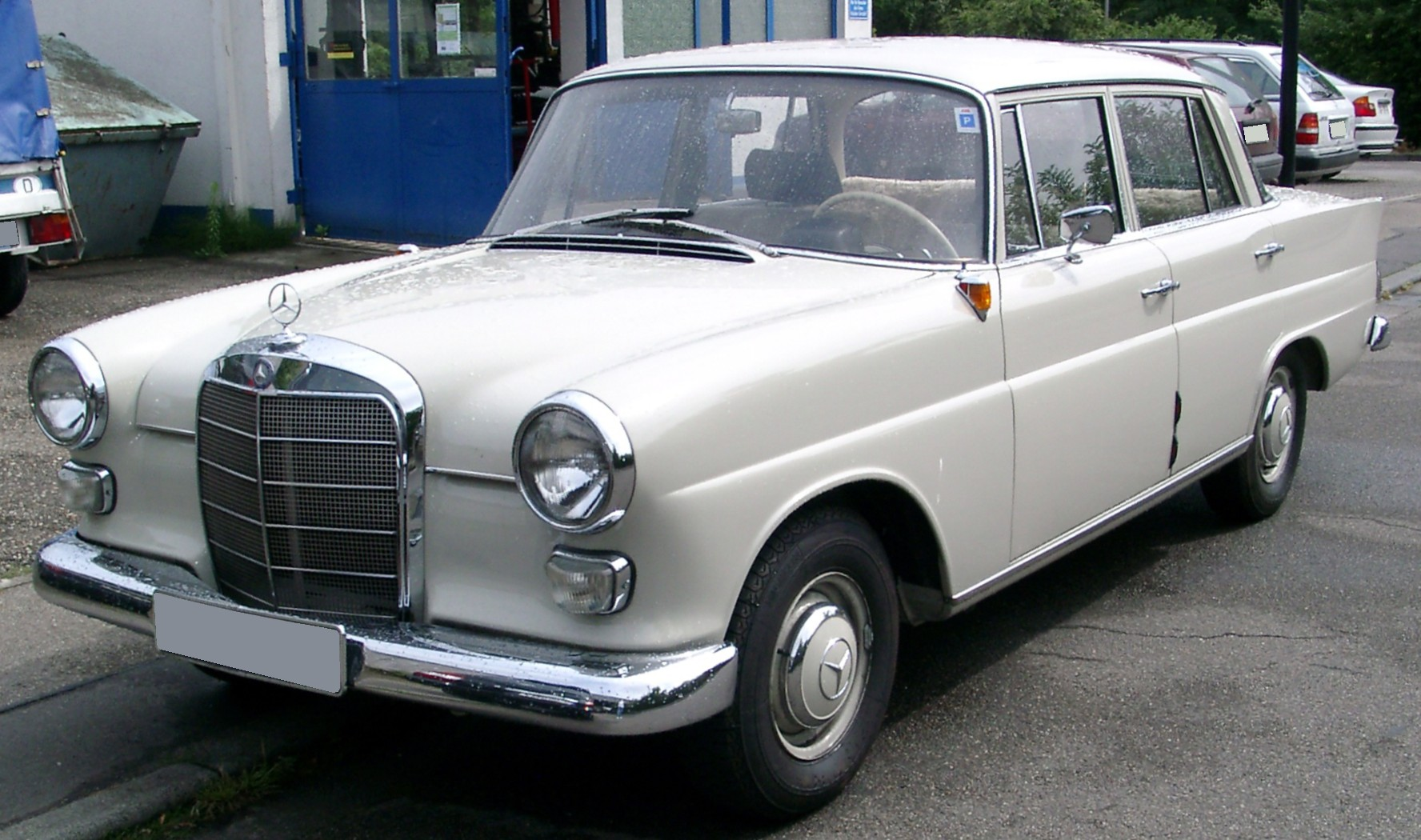
190 c, ab 1963 mit Nebelscheinwerfern
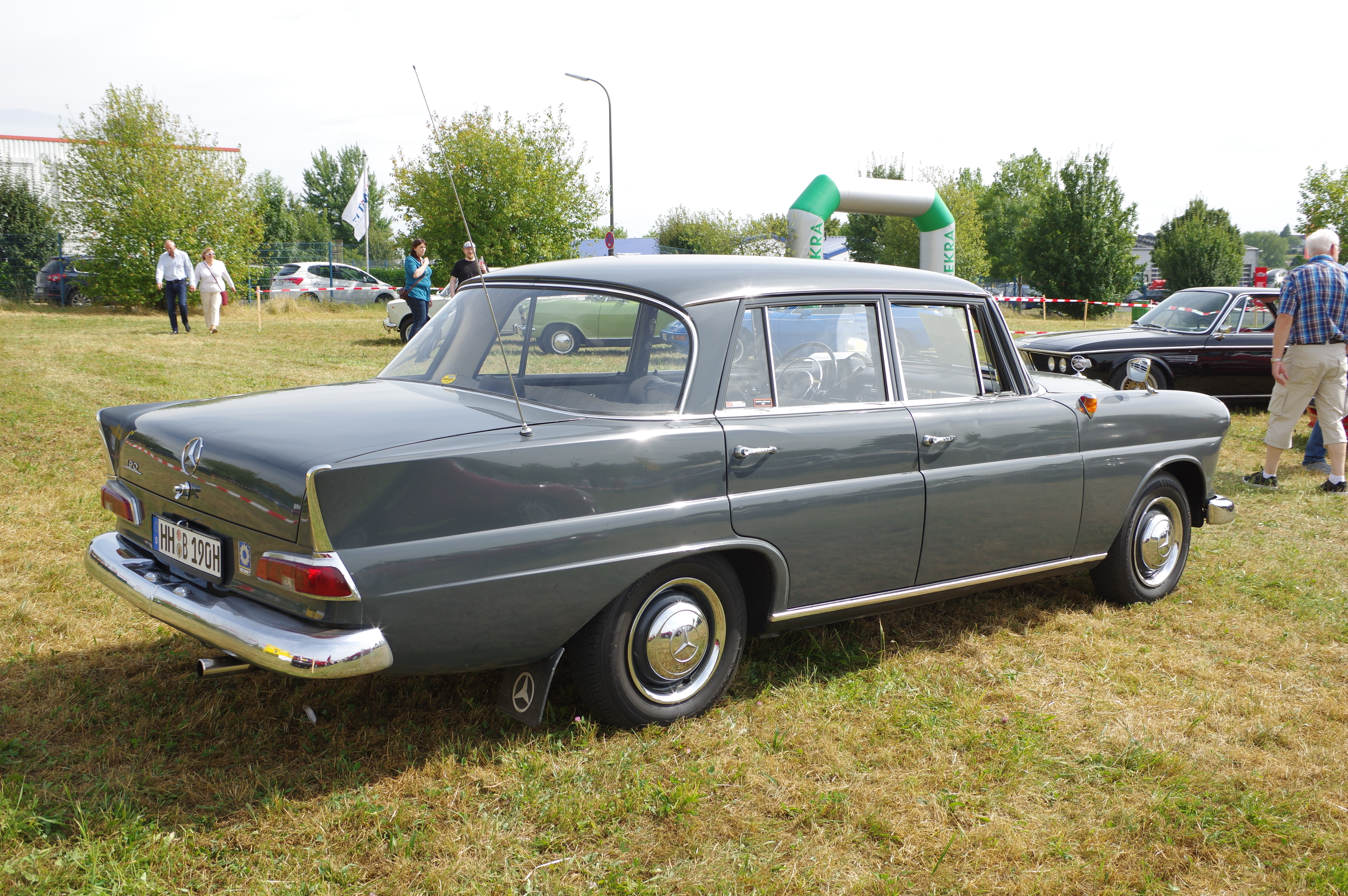
190 c ohne C-Säulen-Entlüftung
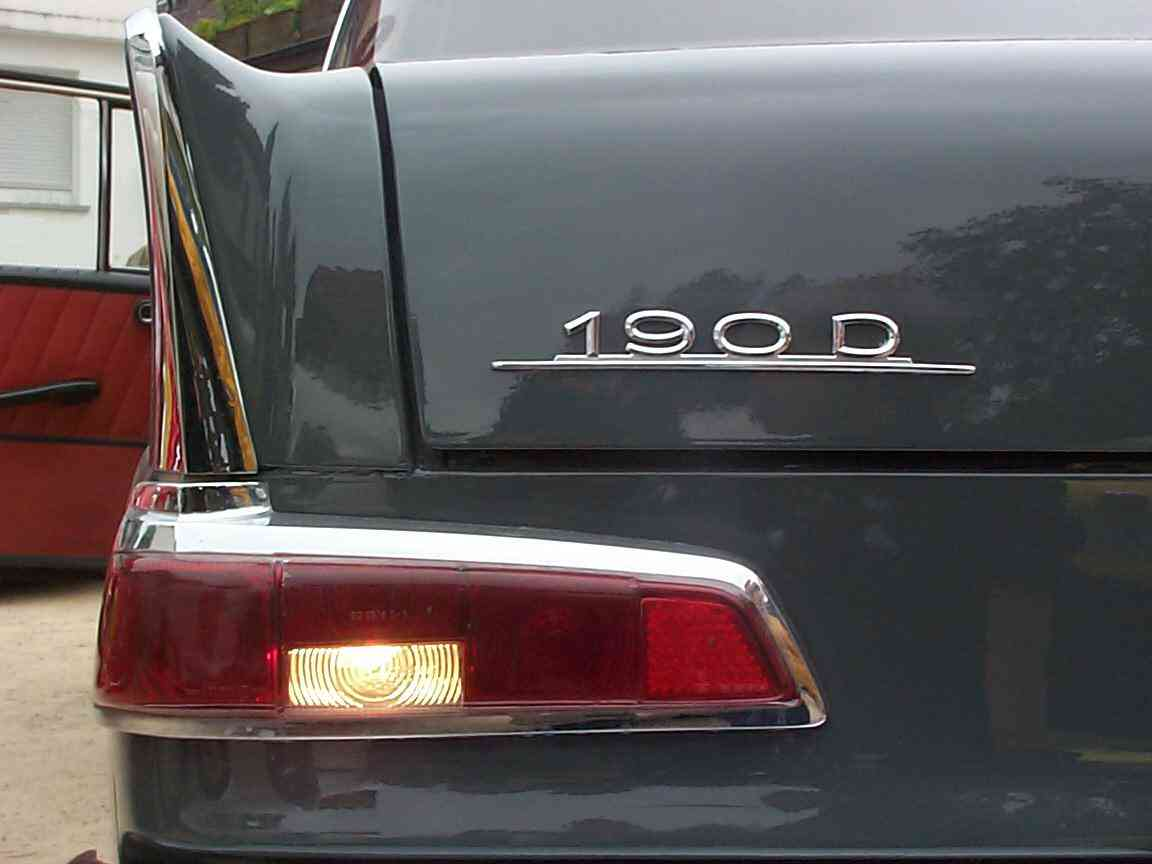
Heckleuchte des W 110
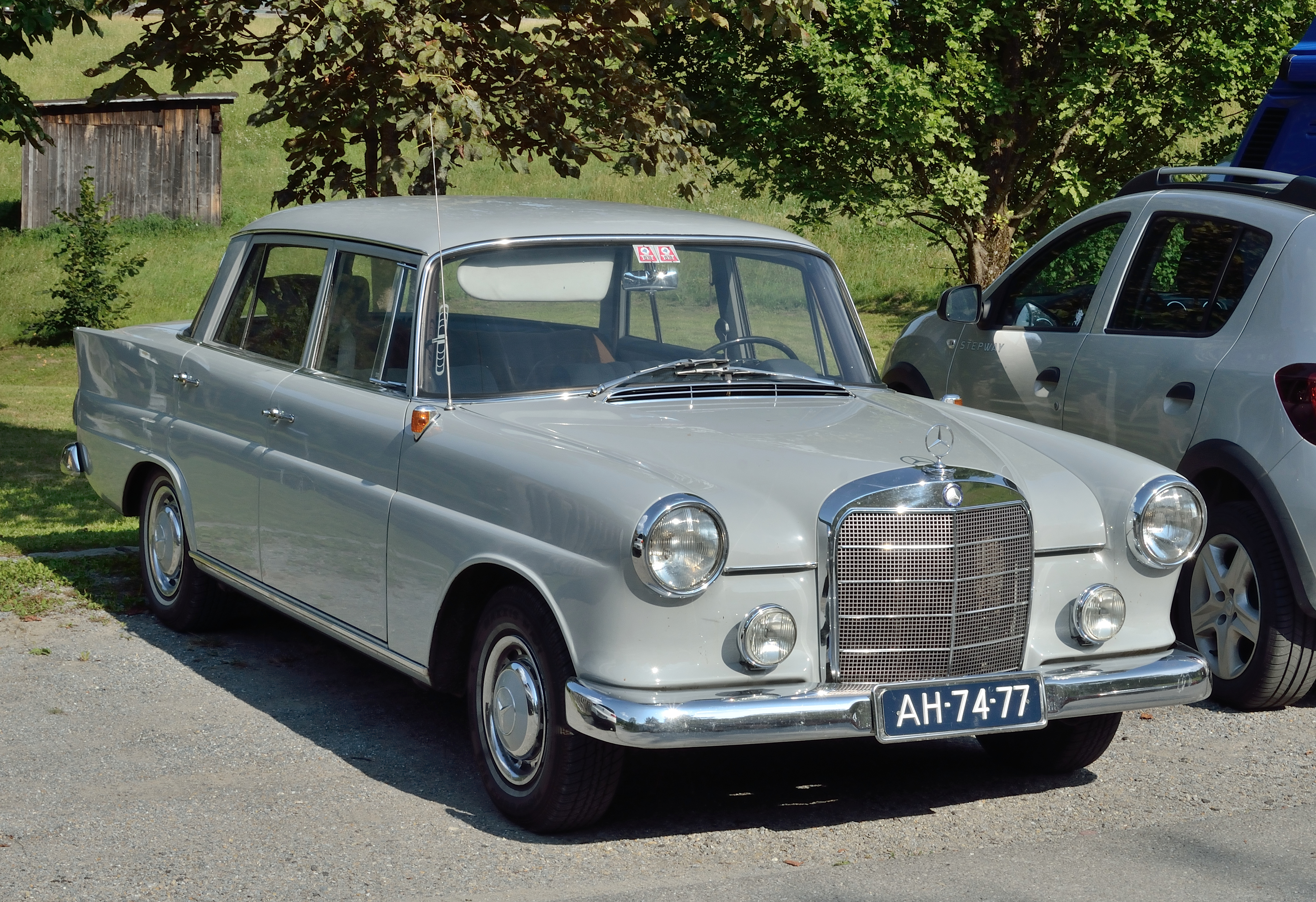
190 D mit Nebelscheinwerfern
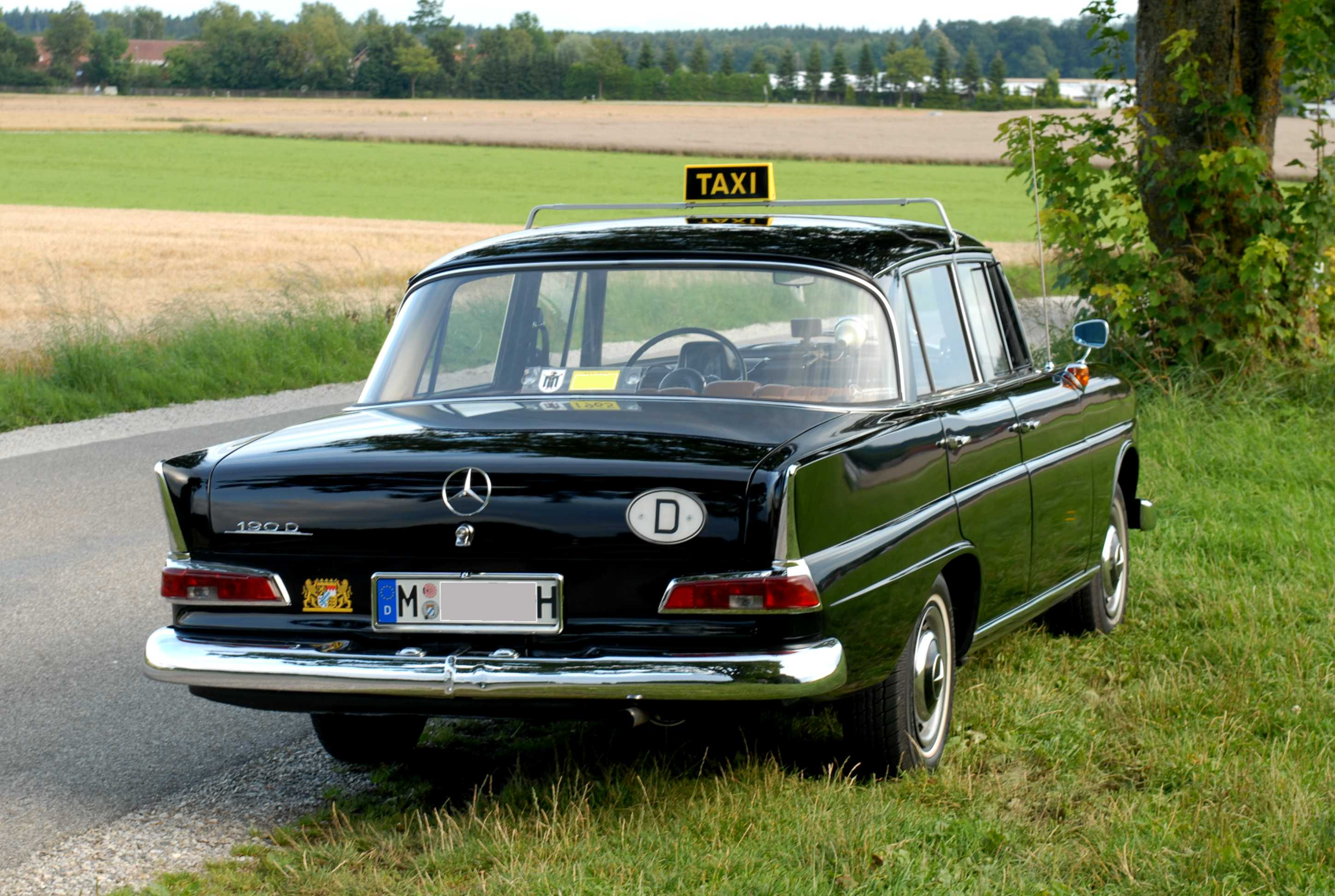
190 D als historisches Taxi
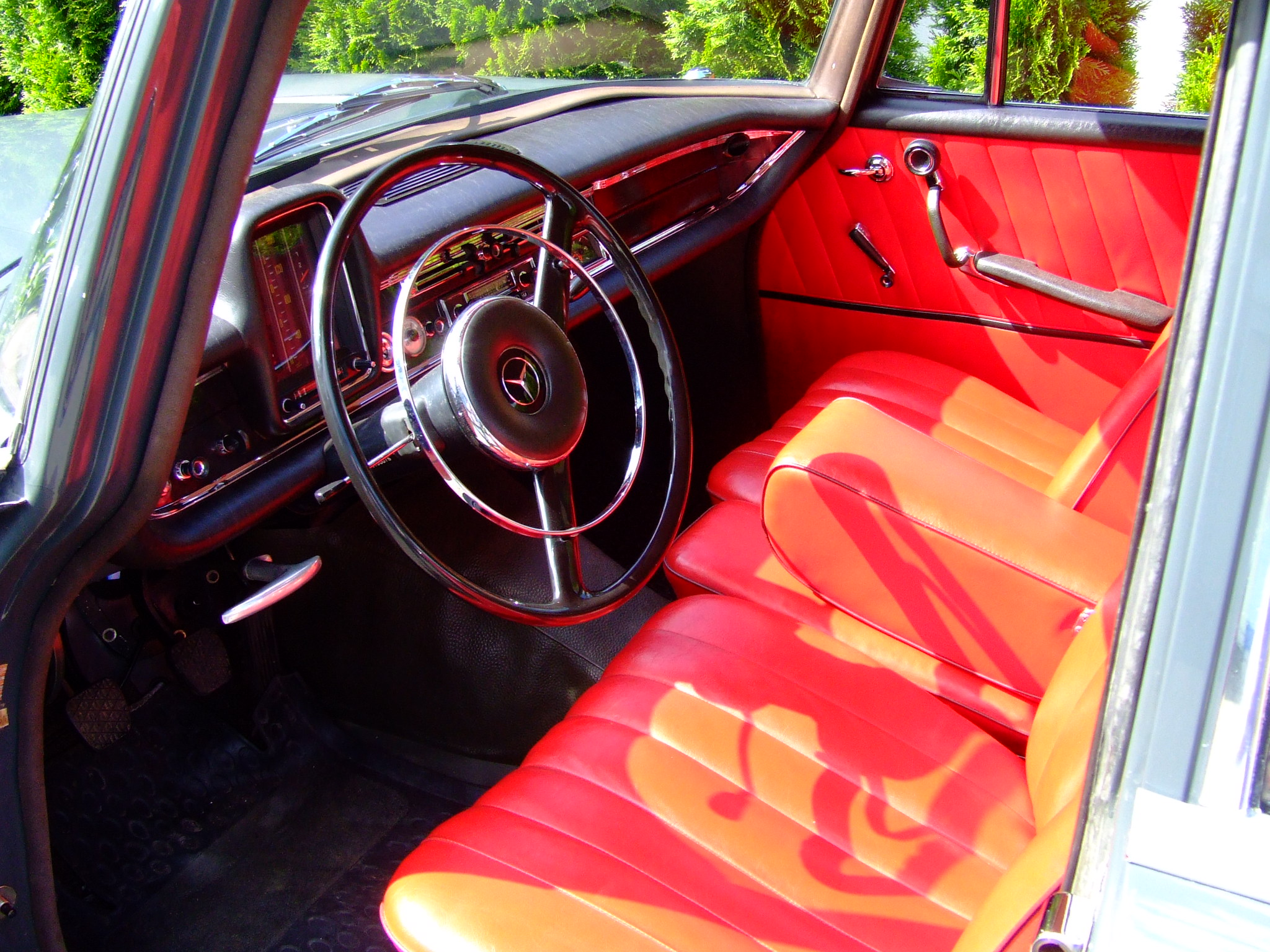
190 c (1964), vordere Sitzreihe mit Sitzkissen und Armlehne
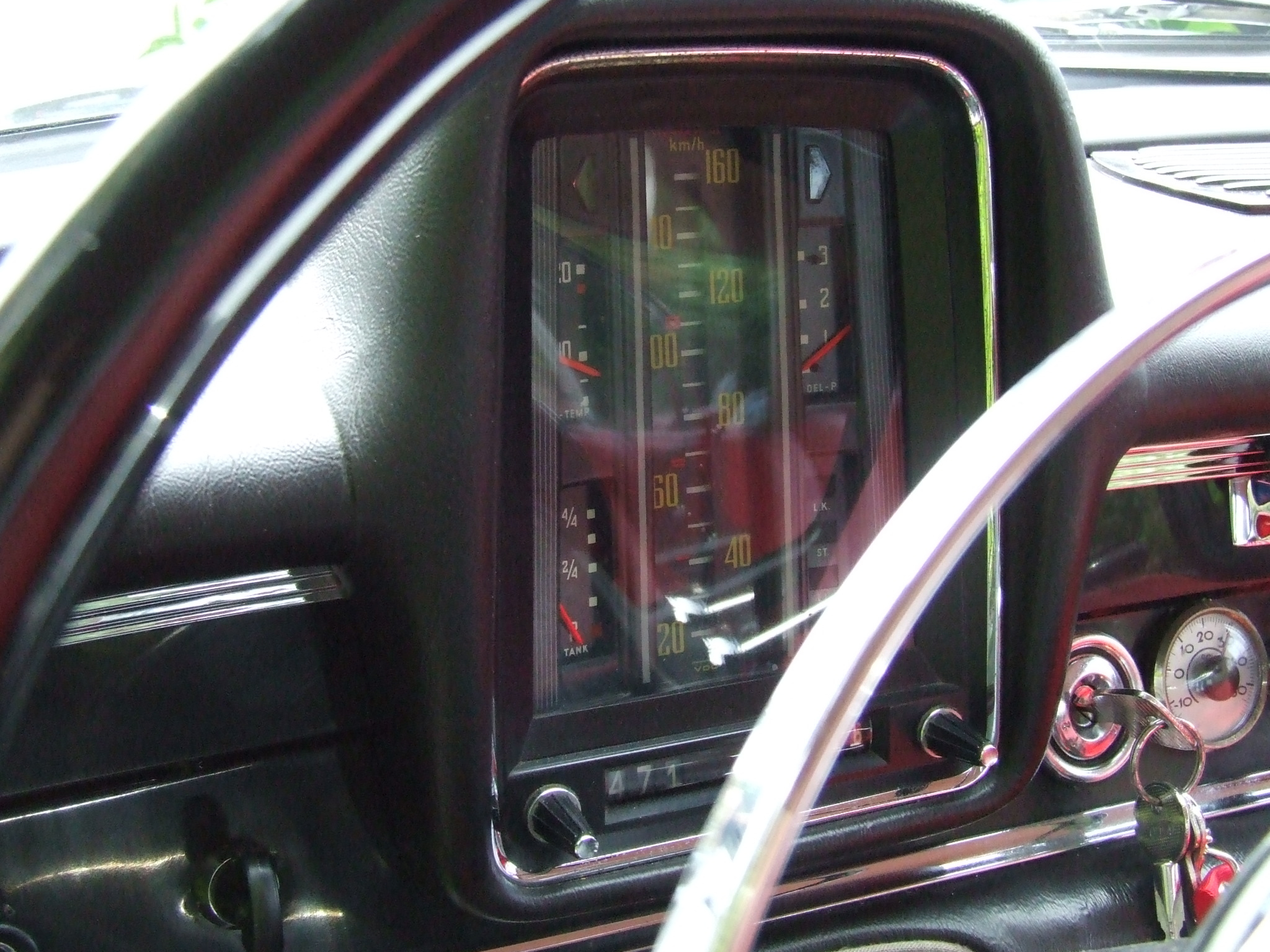
Kombiinstrument mit Walzentachometer eines 190 c (1964)

### 200 und 200 D (1965–1968)
Ab Juli 1965 hießen die Fahrzeuge 200 und 200 D. Der 200 D erhielt einen überarbeiteten Motor (OM 621 VIII) mit fünffach statt bisher dreifach gelagerter Kurbelwelle, dadurch wurde der Motorlauf ruhiger. Auch der Benzin-Motor M 121 erhielt fünf Hauptlager; sein Hubraum wuchs auf 2 Liter, die Leistung auf 95 PS (70 kW). Die Gemischaufbereitung erfolgte nun durch zwei 38 PDSJ-Fallstromvergaser von Solex. Die 200er unterscheiden sich von ihren Vorgängern neben den anderen Motoren durch serienmäßige Zusatzleuchten unterhalb der Hauptscheinwerfer, die Nebelscheinwerfer, Parkleuchten und Blinker enthalten.
Ferner gab es einen größeren 65 l-Tank (als Sonderausstattung auch 85 l), verchromte Entlüftungsöffnungen in den C-Säulen wie beim W 111/W 112 und zwei horizontale Chromstreifen am Heck – der Chromschmuck hinten an den Flossen entfiel, wodurch diese zierlicher wirken. Heckflossen-Karosserien kamen zu dieser Zeit aus der Mode, ihr Zenit war gegen Ende der 1950er Jahre. Die Rückleuchten hatten beim 190 eine oben zur Heckmitte leicht abgeschrägte Form und rote Blinker. Beim 200 waren sie nun auch oben geradlinig, wurden dadurch etwas größer und hatten wegen der neuen StVZO in Europa nun gelbe Blinkgläser.

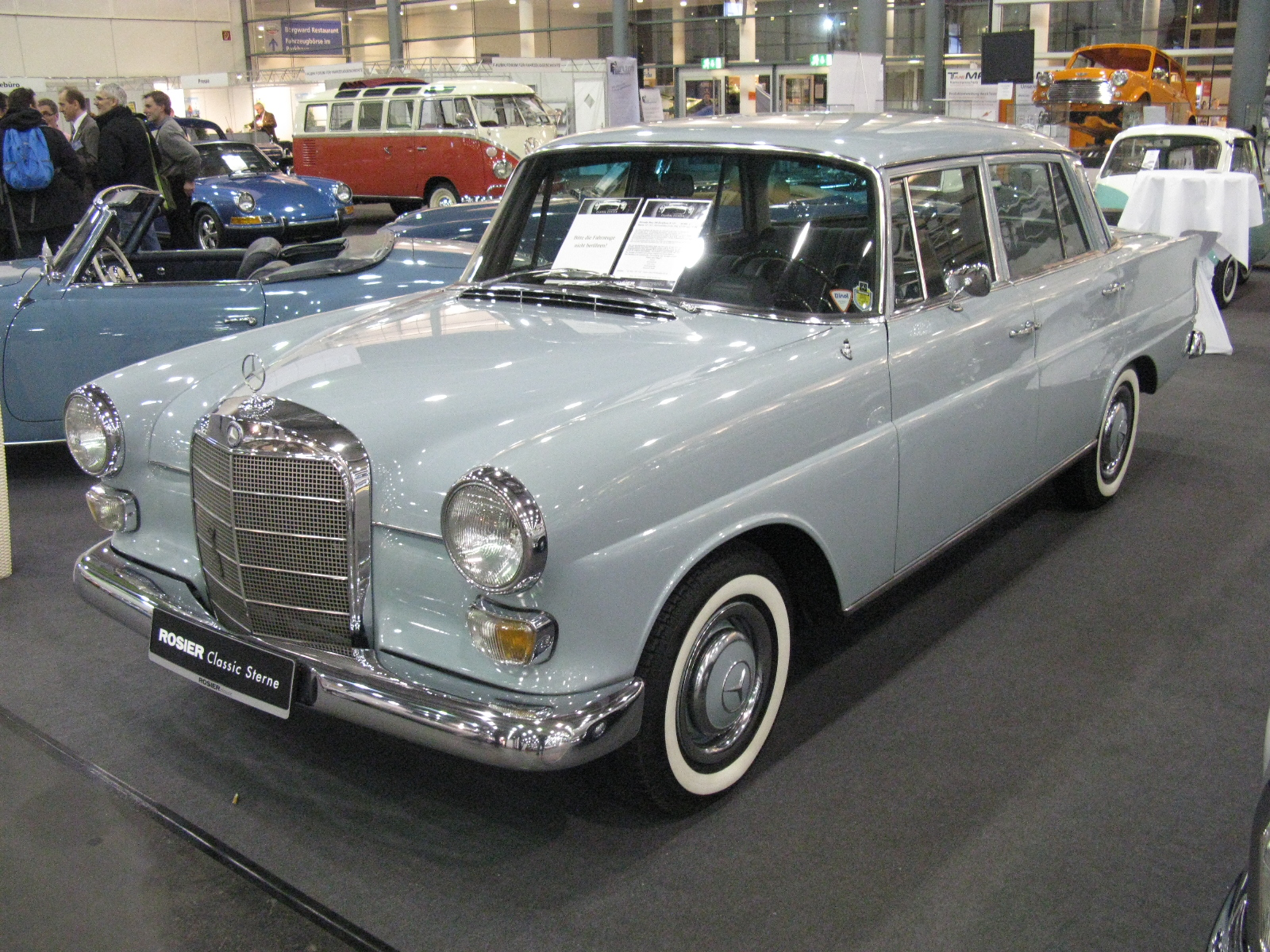
200
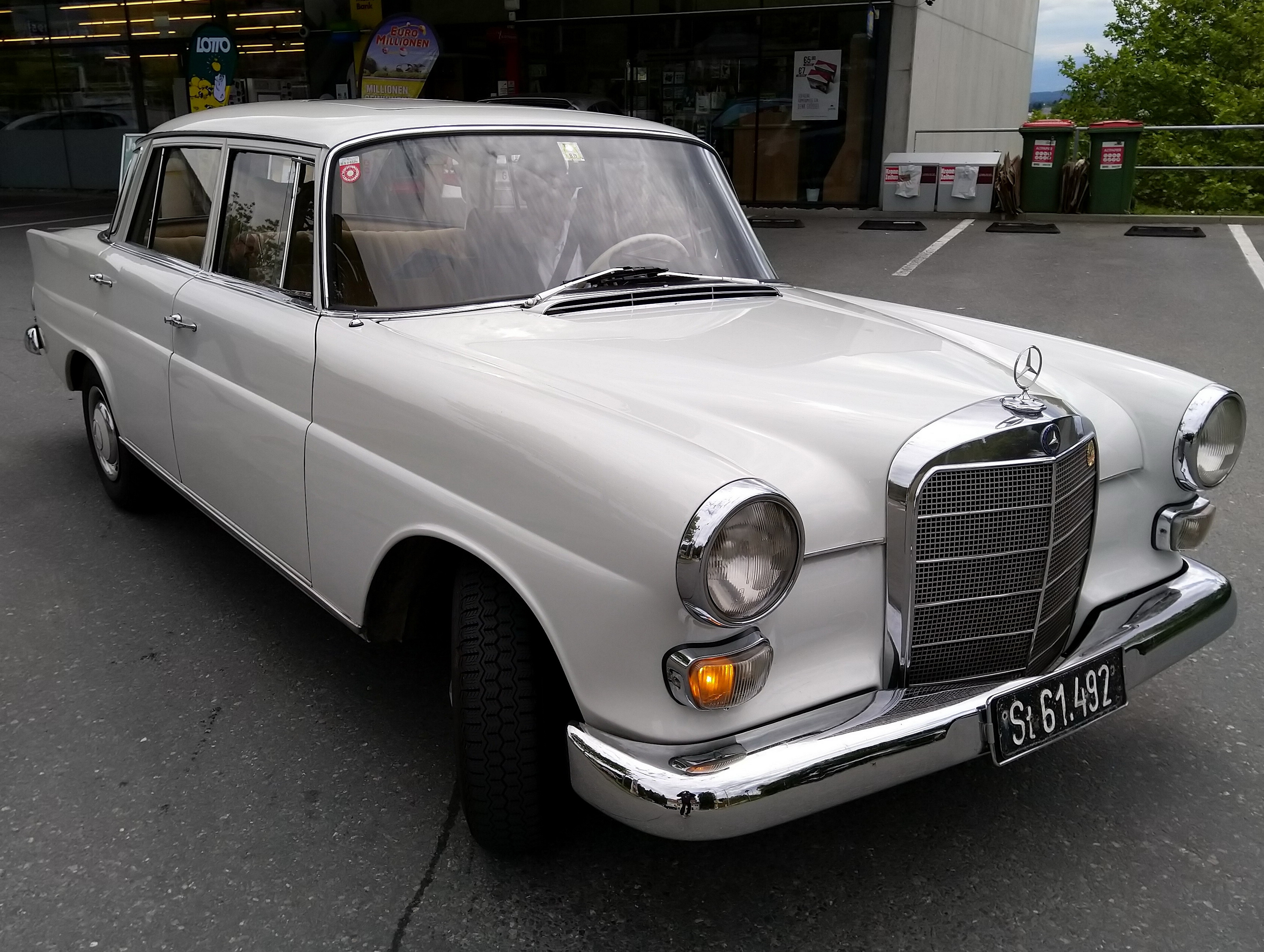
200 D
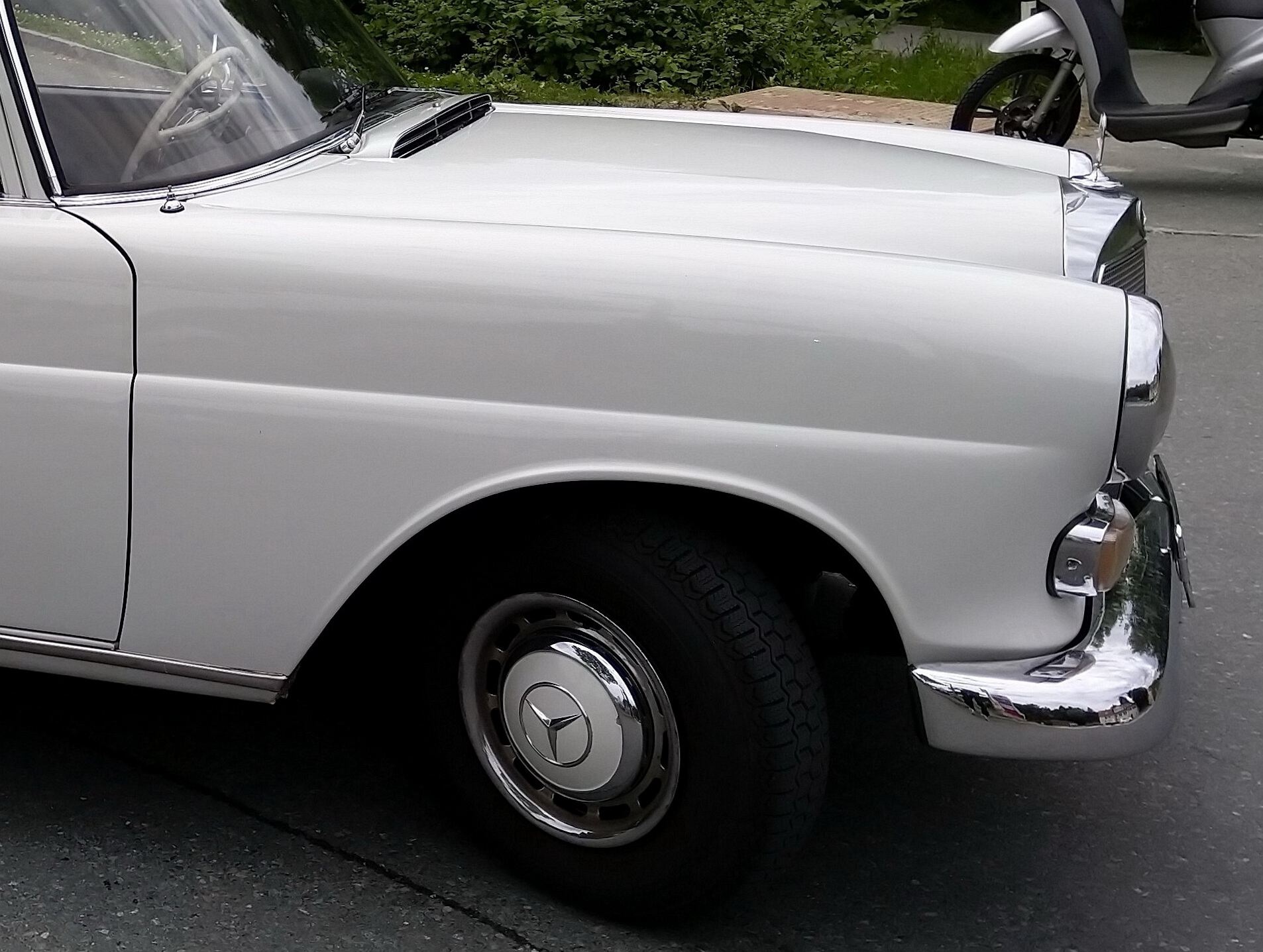
200 D (Seitenansicht rechts vorne)
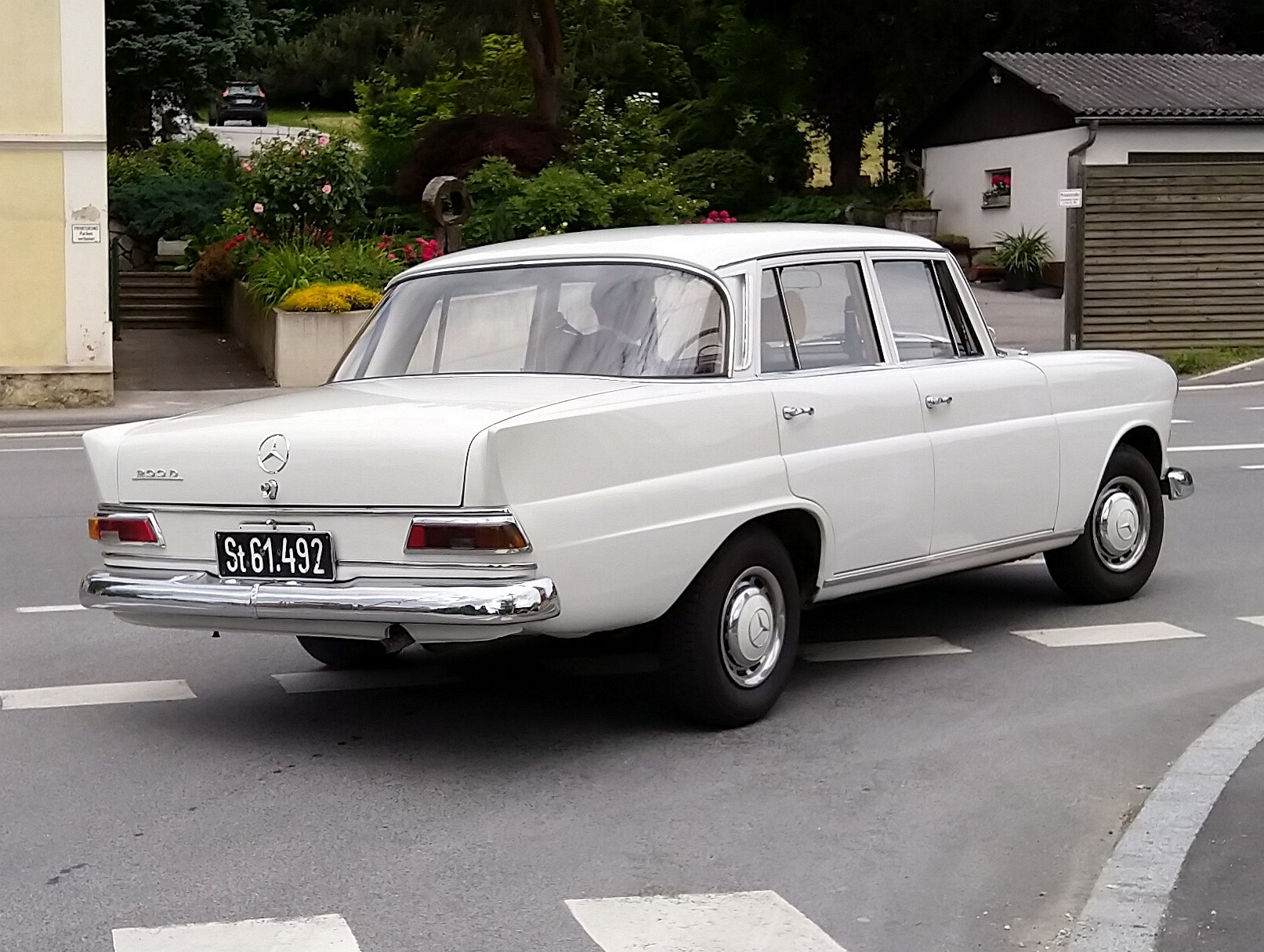
200 D (Heckansicht)
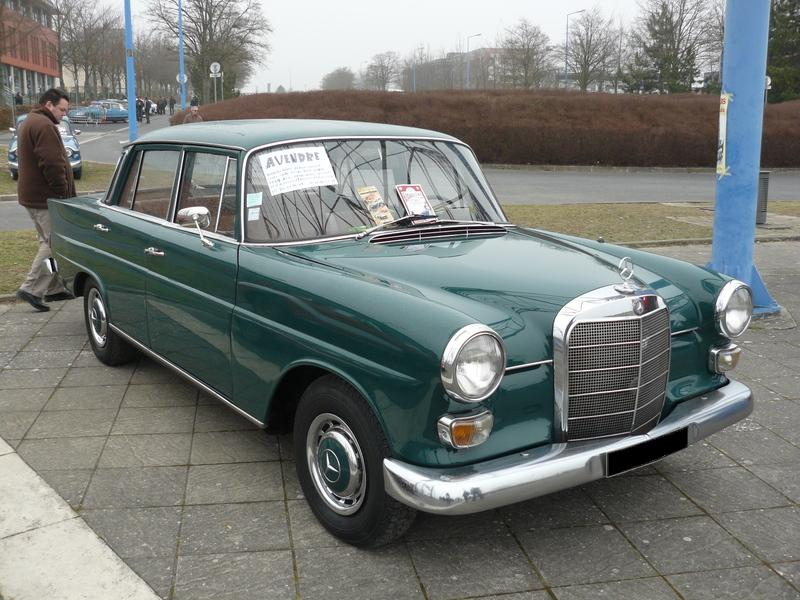
200 D
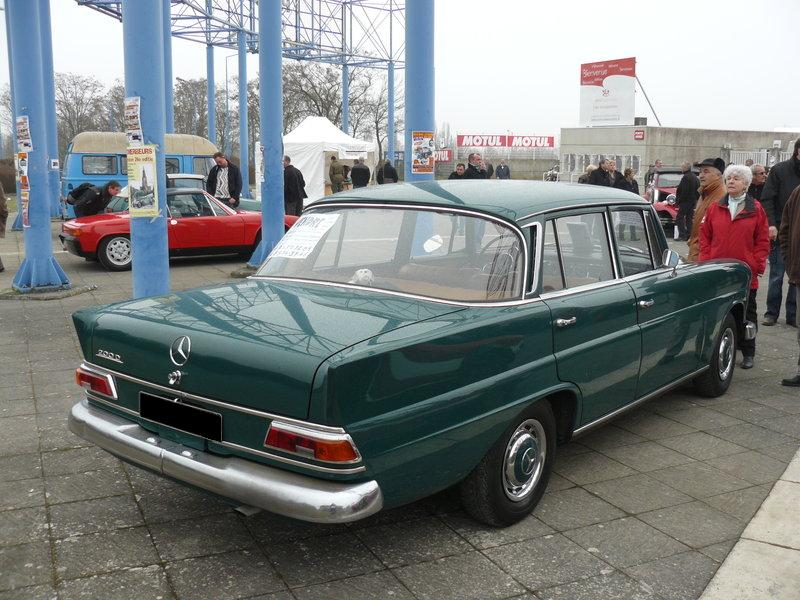
200 D (Heckansicht)
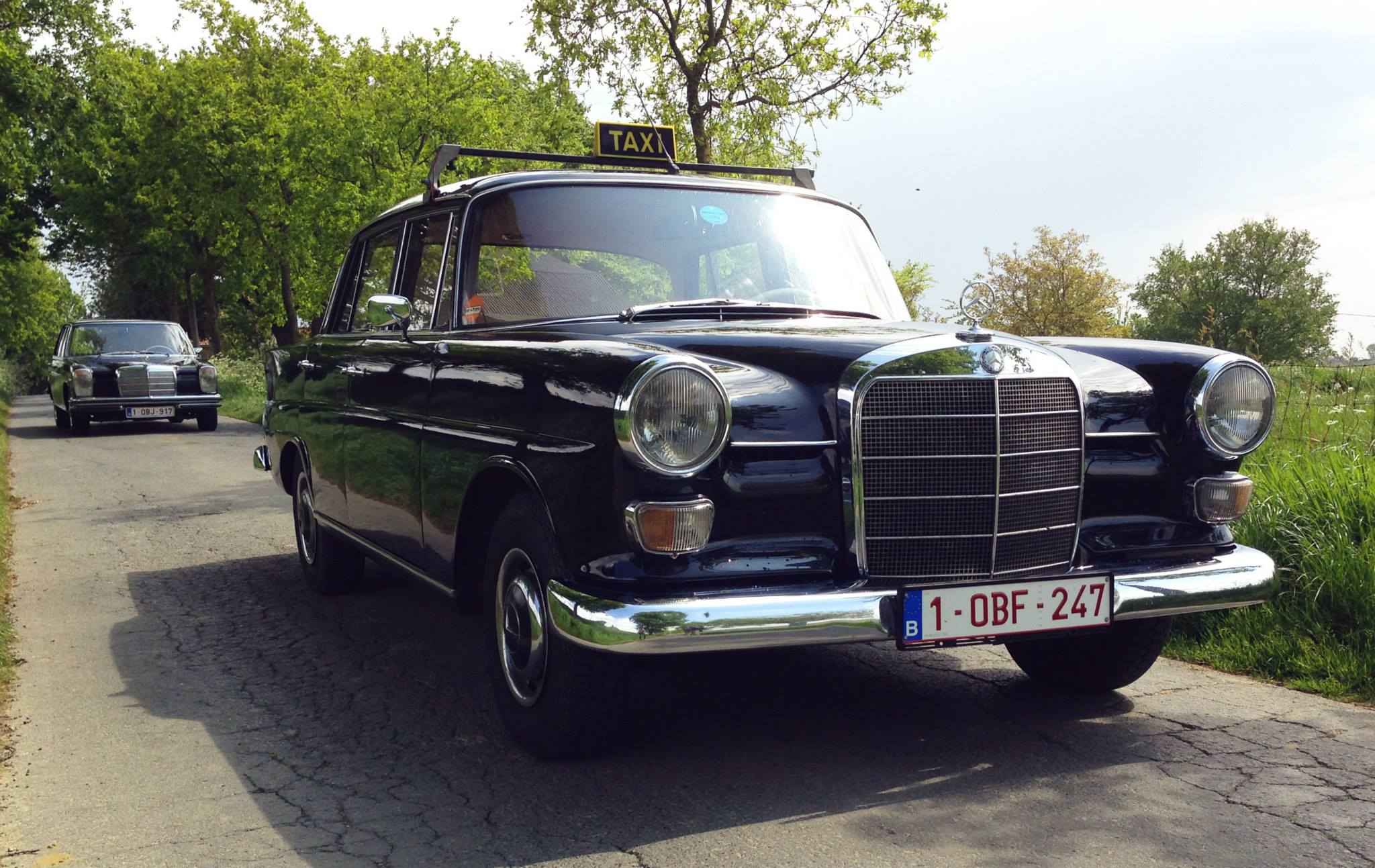
200 D als historisches Taxi
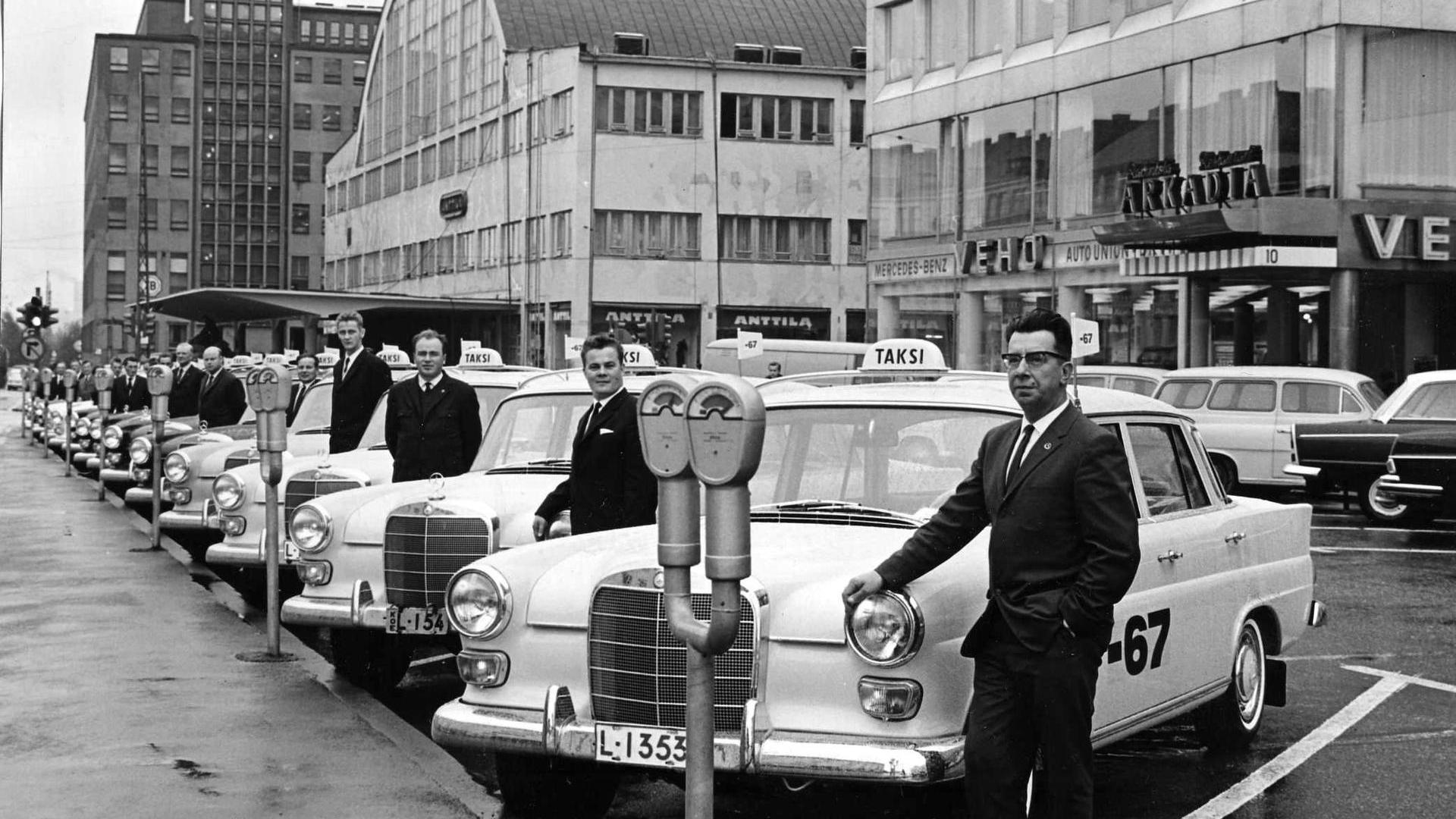
200 D Taxiflotte in Helsinki 1966

### 230 (1965–1968)
Neu dazu kam der 230 mit dem 2,3 Liter-Reihensechszylinder M 180 als stärkstes Modell der Baureihe W 110 – zunächst mit 105 PS (77 kW) und zwei Solex 38 PDSI-2 Fallstromvergasern, ab Juli 1966 mit 120 PS (88 kW) und zwei Zenith 35/40 INAT Fallstrom-Registervergasern, identisch mit dem großen Modell 230 S. Die größere Maschine brachte den 230 mit Schaltgetriebe bis auf 175 km/h bei einer Beschleunigung von 0 auf 100 km/h in knapp 13 Sekunden. Als erstes Mercedes-Serienfahrzeug erhielt der 230 einen separaten Kühlmittel-Ausgleichsbehälter hinten im Motorraum. Man machte aus der Not eine Tugend, denn der Platz im kürzeren Vorderwagen des W 110 war knapp für einen Reihensechszylinder. Wegen des längeren Motorblocks musste der Kühler komplett in den Kühlerrahmen einrücken – ein Einfüllstutzen direkt am Kühler war somit nicht möglich. Ebenfalls wurde aus Platzgründen statt der üblichen Duplex-Steuerkette eine Einfachrollenkette eingebaut, so wurde das Steuergehäuse schmaler. Äußerlich unterscheidet sich der 230 von den Modellen 200 und 200 D lediglich durch den Schriftzug „230“ auf der Kofferraumhaube. Im Innenraum waren an den hinteren Türen zusätzliche Haltegriffe angebracht, die Rücksitzbank hatte serienmäßig eine eingebaute, ausklappbare Armstütze. Der 230 ist sozusagen ein Zwitter aus dem Baukastensystem, eine Übergangsversion zwischen den kleinen Vierzylindern und den großen Sechszylindern – Mercedes-Benz hatte diese Rolle von 1956 bis 1959 dem Modell 219 aus der Baureihe W 105 zugewiesen. Die Zahl der produzierten 230 beträgt fast 40.300.

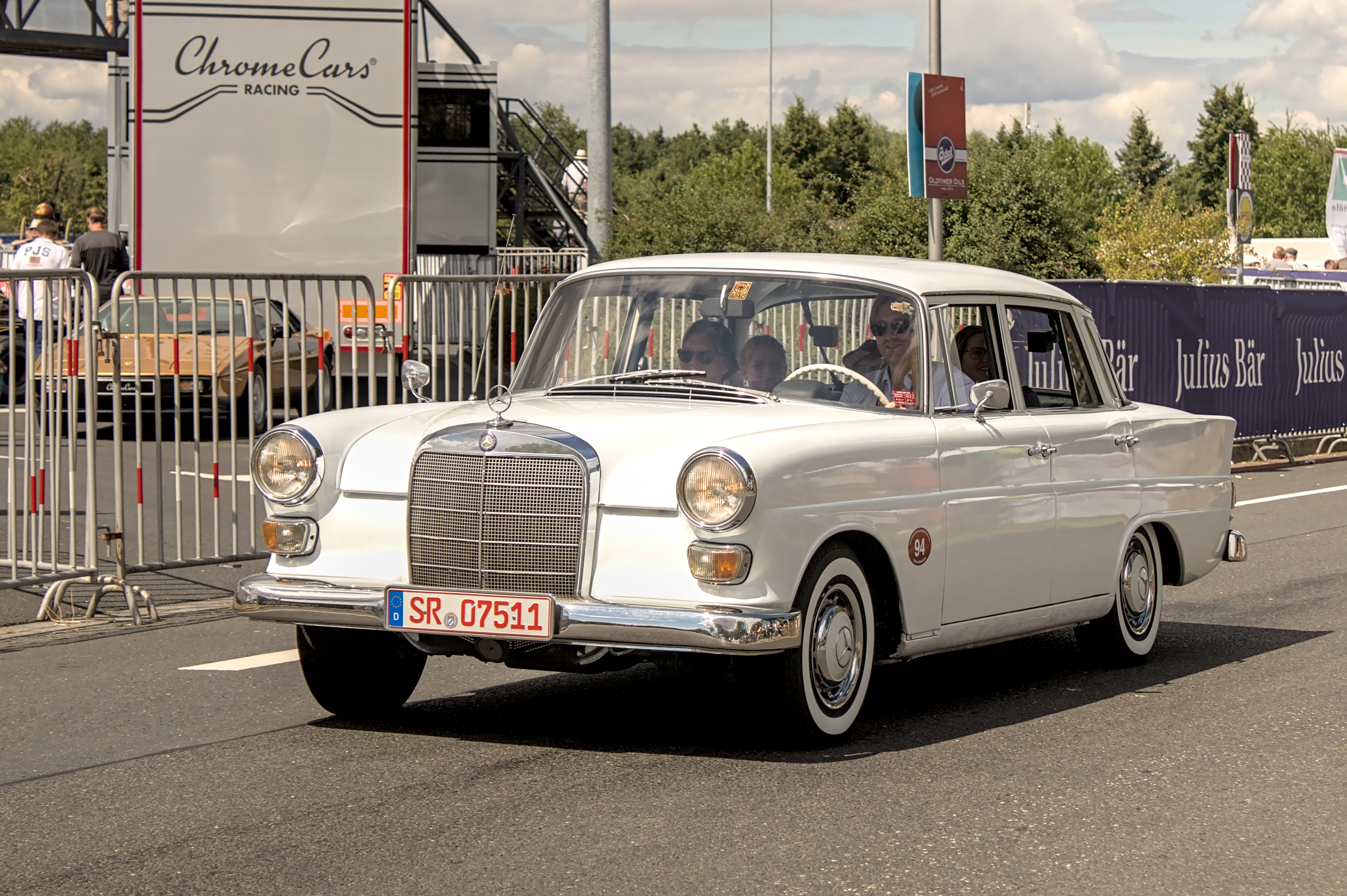
230
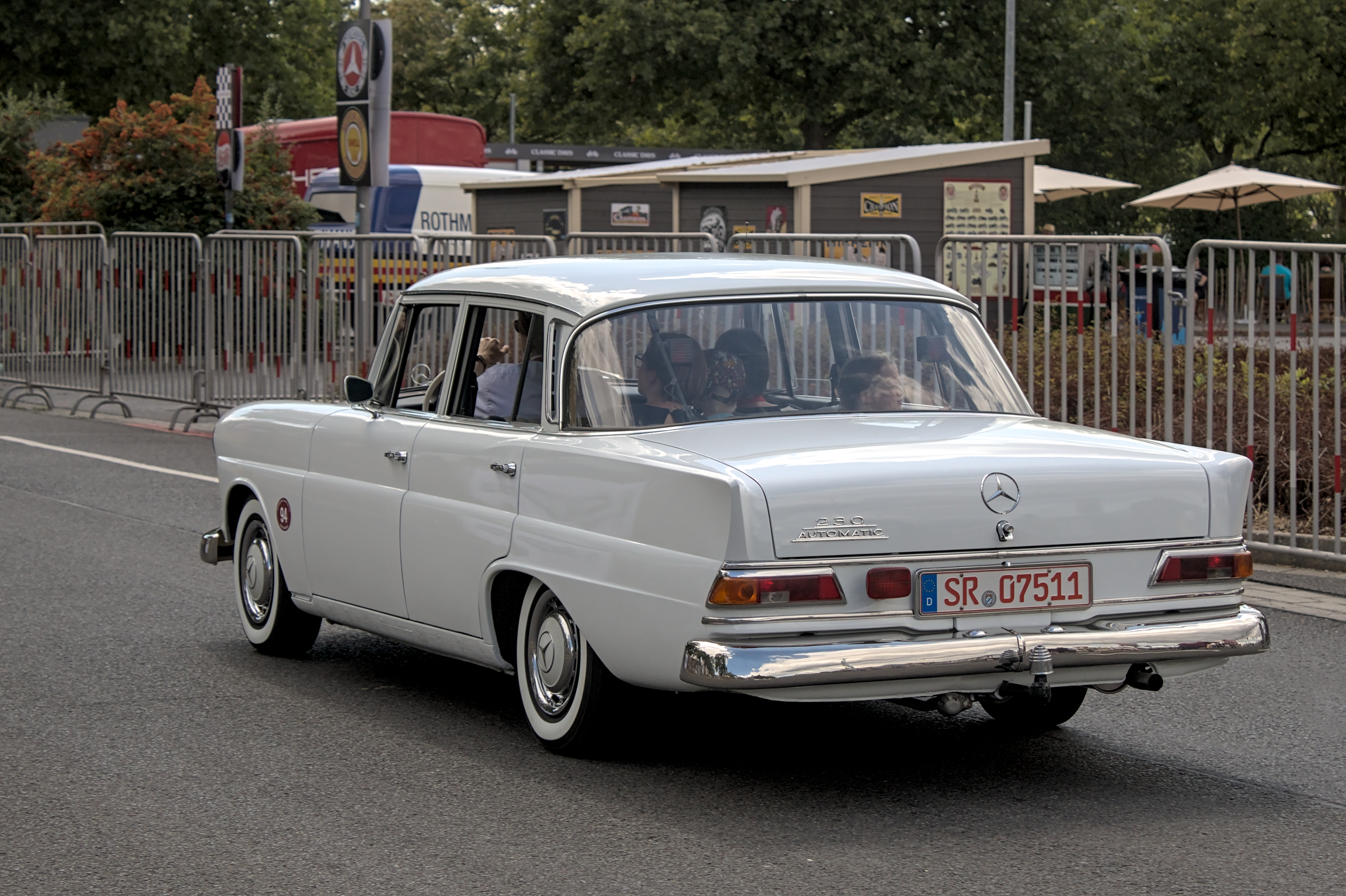
230 (Heckansicht)
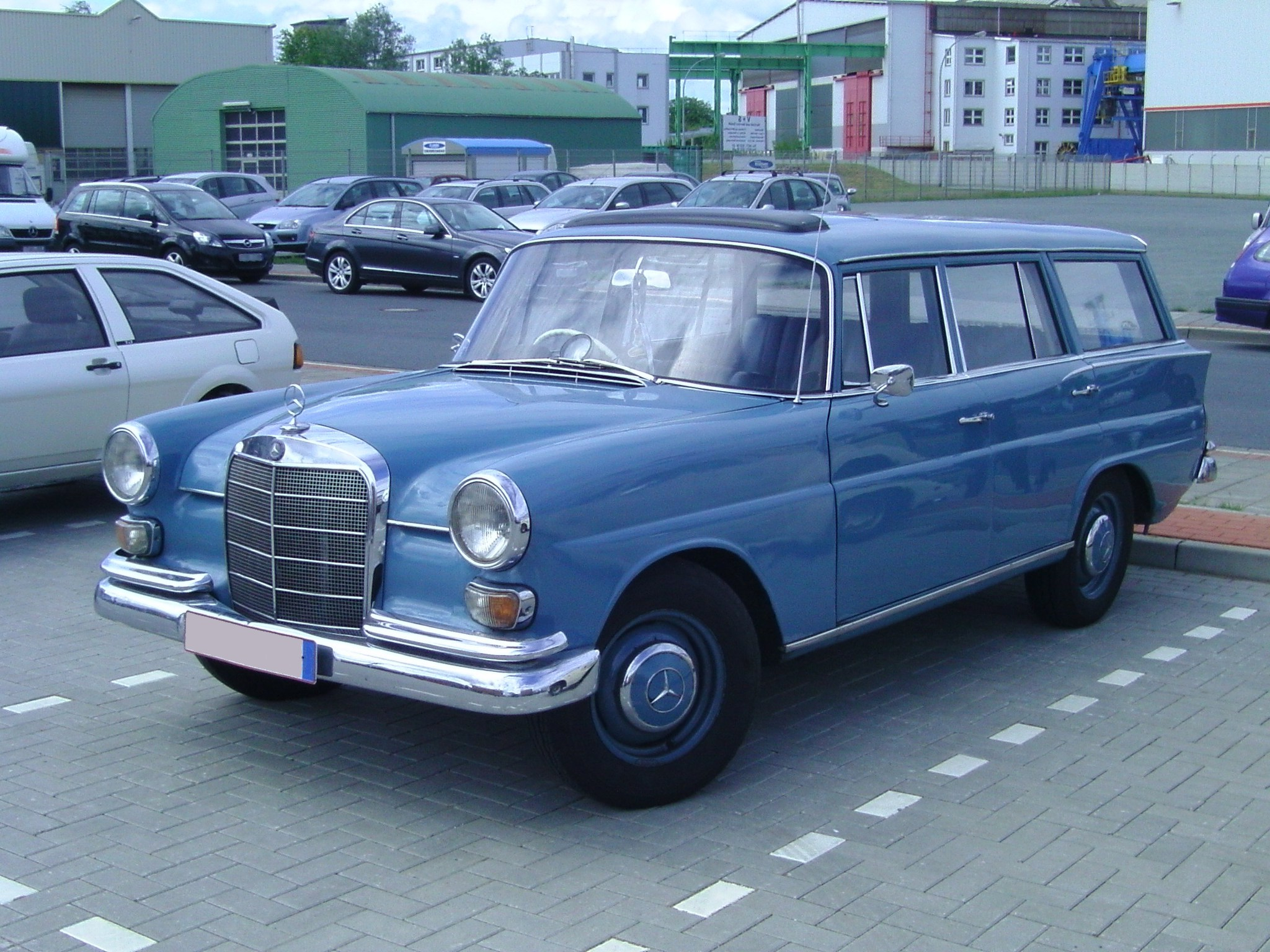
230 Universal
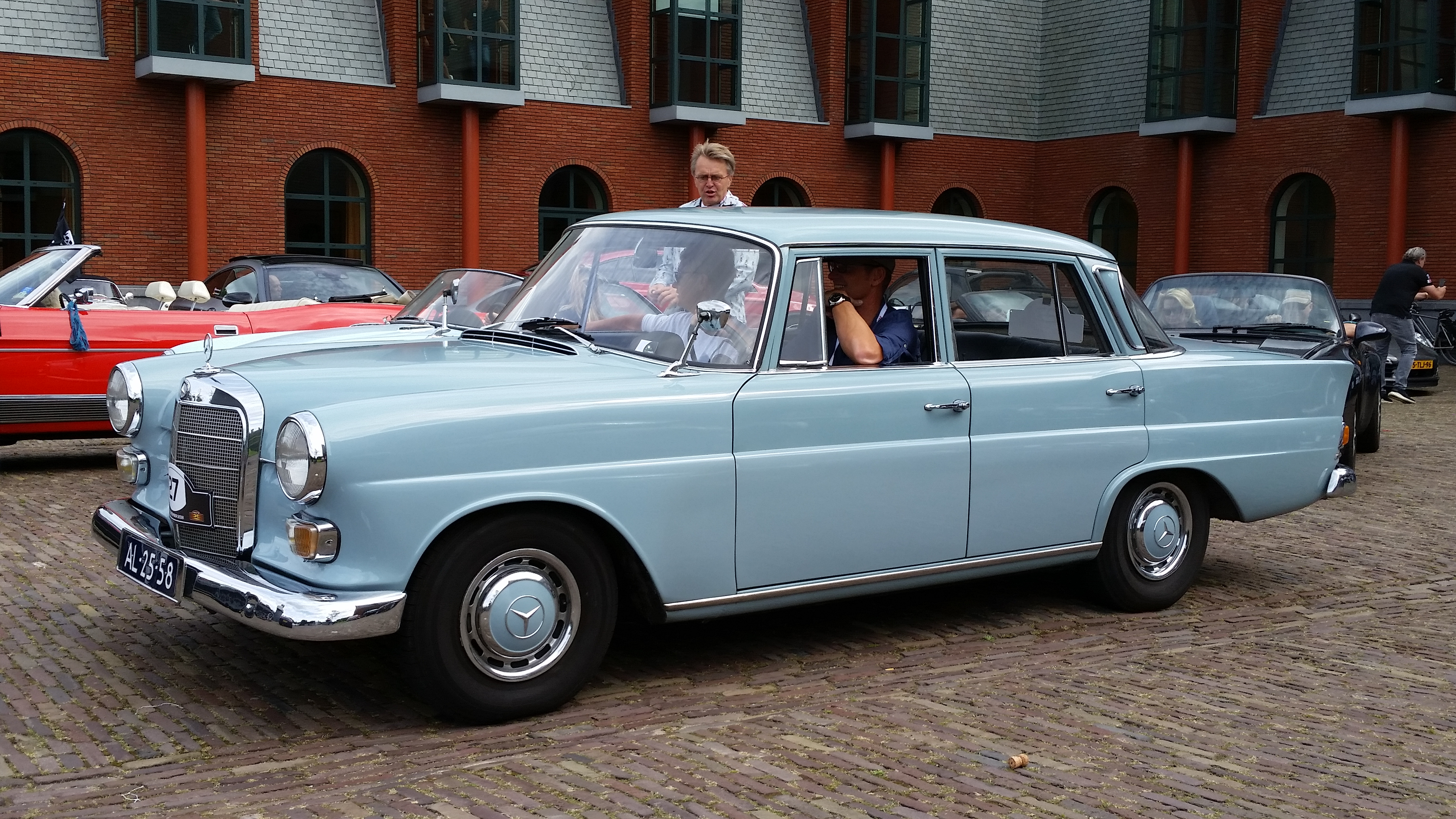
230

### Modellpflege 1967
1967 wurden die Modelle W 110 letztmals überarbeitet, eine neu entwickelte Sicherheitslenksäule erhöhte die passive Sicherheit. Die neue Lenksäule schiebt sich beim Aufprall in sich zusammen („Teleskop-Lenksäule“). Für die neue Lenksäule wurde das Armaturenbrett im Bereich des Lenkschlosses leicht überarbeitet. Zusätzlich gab es ein neues Lenkrad mit verbessertem Pralltopf, neue Knöpfe für die verschiedenen Bedienelemente am Armaturenbrett und den Fensterkurbeln sowie neue Innentürgriffe und neu gestaltete Außenspiegel.
Im Februar 1968 wurde die Produktion der Baureihe W 110 nach knapp sieben Jahren eingestellt. Nachfolger waren die ab Sommer 1967 produzierten, erfolgreichen Baureihen 114 und 115 (genannt „Strich-Acht“ [/8]).
Der W 110 ist heute ein begehrter Oldtimer.

## Getriebe
Das Getriebe ist ein voll- und sperrsynchronisiertes Viergang-Schaltgetriebe – serienmäßig mit Lenkradschaltung, auf Wunsch ab August 1964 mit Mittelschaltung. Alle Modelle waren wahlweise mit einem etwas ruppigen Viergang-Automatikgetriebe K4A 025 mit hydraulischer Kupplung lieferbar. Eine Viergang-Automatik war zu dieser Zeit eher ungewöhnlich, die Getriebe-Automaten mit hydraulischem Wandler in Fahrzeugen anderer Hersteller hatten meistens drei und manchmal nur zwei Gänge. Der erste Gang der Mercedes-Automatik kann über den Wählhebel nur in Stellung 2 mit in die Funktion gewählt werden, oder: Beim vollen Durchtreten des Gaspedals (Kick-down) nimmt die Automatik zur besseren Beschleunigung beim Anfahren den ersten Gang. Weitere Besonderheit im Mercedes-Automatikgetriebe waren zwei Ölpumpen. Außer der normalen motorseitigen Ölpumpe gibt es eine zweite Pumpe an der Getriebeausgangswelle. Weil auch diese abtriebsseitige Pumpe schmiert, können Mercedes-Pkw jener Baujahre mit Getriebeautomatik im Gegensatz zu anderen Automatik-Pkw angeschleppt werden (Starthilfe), und sie können auch über längere Strecken gefahrlos abgeschleppt werden. (Das Abschleppen von Fahrzeugen, deren Getriebeautomat nur eine motorseitige Ölpumpe hat, bewirkt auf längeren Strecken Lagerschäden im Automaten.)
In der „Heckflosse“ W 110 wurden erstmals Getriebeautomaten mit Dieselmotoren kombiniert. Der Dieselmotor liefert mangels echter Drosselklappe im Gegensatz zu Ottomotoren kein verwertbares Unterdrucksignal aus dem Ansaugtrakt an die Getriebesteuerung – Daimler-Benz musste daher für die Diesel neue Wege der Getriebesteuerung gehen.
Dieser Dieselantrieb mit Automatik erreichte nur bescheidene Fahrleistungen. Spötter bezeichneten die 190er und 200er Diesel mit Automaten als „Wanderdünen“.
Die Automatik-Getriebe jener Jahre hatten noch keinen Drehmomentwandler, sondern eine Föttinger-Flüssigkeitskupplung mit nur zwei Rädern statt der drei eines Drehmomentwandlers – Pumpenrad am Motor und Turbinenrad am Getriebeeingang sind vorhanden, aber das Leitrad fehlt. Strömungskupplungen als reine Drehzahlwandler haben einen höheren Wirkungsgrad als Drehmomentwandler, was insbesondere bei Fahrzeugen mit geringer Motorleistung Vorteile bringt. Drehmomentwandler kamen bei Mercedes-Benz-Fahrzeugen erst im Zeitraum 1969 (W 108/W 109 mit 4,5 Liter V8 für die USA) bis 1972 auf, Ausnahme: der „300 Adenauer“ mit Sonderausstattung Borg-Warner.

## Karosserievarianten
- Limousine viertürig
- Limousine viertürig als siebensitzige Langversion (Binz-Umbau)
- Kombi fünftürig, genannt „Universal“ (gebaut bei IMA in Belgien)

## Technische Daten

### Ottomotoren
| Modell                                   | 190 c                                                | 200                                 | 230                                      | 230                                          |
| Baumuster                                | 110.010                                              | 110.010                             | 110.011                                  | 110.011                                      |
| Bauzeitraum                              | 4/1961–8/1965                                        | 7/1965–2/1968                       | 5/1965–6/1966                            | 7/1966–2/1968                                |
| Preis                                    | 8/1961: 9.950 DM 4/1962: 10.440 DM 4/1963: 10.600 DM | 8/1965: 10.800 DM 4/1966: 11.000 DM | 8/1965: 11.700 DM 4/1966: 11.950 DM      |                                              |
| Stückzahl (insgesamt)                    | 130.554                                              | 70.207                              | 15.635                                   | 24.623                                       |
| Motorkenndaten                           |                                                      |                                     |                                          |                                              |
| Motor                                    | R4-Ottomotor                                         | R4-Ottomotor                        | R6-Ottomotor                             | R6-Ottomotor                                 |
| Motortyp                                 | M 121 B V / 121.924                                  | M 121 B XI / 121.940                | M 180 VI / 180.945                       | M 180 X / 180.949                            |
| Einspritzanlage                          | Solex 34 PJCB                                        | 2 Solex 38 PDSJ                     | 2 Solex 38 PDSI-2 Zweiflachstromvergaser | 2 Zenith 35/40 INAT Zweifachregistervergaser |
| Verdichtung                              | 8,7 : 1                                              | 9,0 : 1                             | 9,0 : 1                                  | 9,0 : 1                                      |
| Hubraum [cm³]                            | 1897                                                 | 1988                                | 2306                                     | 2306                                         |
| Leistung [kW (PS)]                       | 59 (80)                                              | 70 (95)                             | 77 (105)                                 | 88 (120)                                     |
| Drehmoment [mkp]                         | 14,5                                                 | 15,7                                | 17,7                                     | 18,2                                         |
| Messwerte                                |                                                      |                                     |                                          |                                              |
| 0–100 km/h [s]                           | 17,7 (17,8 Automatik)                                | 15,2 (15,1 Automatik)               | 14,1 (13,7 Automatik)                    | 12,8 (12,7 Automatik)                        |
| Vmax [km/h]                              | 150 (145 Automatik)                                  | 161 (158 Automatik)                 | 168 (165 Automatik)                      | 175 (172 Automatik)                          |
| Kraftstoffverbrauch DIN 70030 [l/100 km] | 11,5 (12,5 Automatik)                                | 12,5 (13,5 Automatik)               | 15,5 (16,5 Automatik)                    | 16 (16,5 Automatik)                          |

### Dieselmotoren
| Modell                                   | 190 Dc                                                         | 200 D                                                          |
| Baumuster                                | 110.110                                                        | 110.110                                                        |
| Bauzeitraum                              | 4/1961–8/1965                                                  | 7/1965–2/1968                                                  |
| Preis                                    | 8/1961: 10.450 DM 4/1962: 10.940 DM 9/1963: 11.100 DM          | 8/1965: 11.300 DM 4/1966: 11.500 DM                            |
| Stückzahl (insgesamt)                    | 225.645                                                        | 161.618                                                        |
| Motorkenndaten                           |                                                                |                                                                |
| Motor                                    | R4-Dieselmotor                                                 | R4-Dieselmotor                                                 |
| Motortyp                                 | OM 621 III / 621.912                                           | OM 621 VIII / 621.918                                          |
| Einspritzanlage                          | Vorkammereinspritzung mit Bosch 4-Stempel-Reiheneinspritzpumpe | Vorkammereinspritzung mit Bosch 4-Stempel-Reiheneinspritzpumpe |
| Verdichtung                              | 21,0 : 1                                                       | 21,0 : 1                                                       |
| Hubraum [cm³]                            | 1988                                                           | 1988                                                           |
| Leistung [kW (PS)]                       | 40 (55)                                                        | 40 (55)                                                        |
| Drehmoment [mkp]                         | 12                                                             | 12                                                             |
| Messwerte                                |                                                                |                                                                |
| 0–100 km/h [s]                           | 30 (30,7 Automatik)                                            | 28,1 (30,2 Automatik)                                          |
| Vmax [km/h]                              | 130 (127 Automatik)                                            | 130 (127 Automatik)                                            |
| Kraftstoffverbrauch DIN 70030 [l/100 km] | 9 (10 Automatik)                                               | 9 (10 Automatik)                                               |

## Kombis
Im offiziellen Verkaufsprogramm gab es 1966 und 1967 den Kombiwagen „Universal“, vorausgegangen war 1965 die Fertigung auch des 190er als Kombi in geringer Zahl.
Die Fahrzeuge, die ab Anfang 1965 in Lizenz der Daimler-Benz bei I.M.A. in Mechelen (Belgien) unter dem Namen „Universal“ nach Mercedes-Qualitätsspezifikationen gefertigt wurden, waren zunächst ausschließlich Kombis. Es wurden drei „kleine“ Modelle angeboten (200, 200 D, 230) und ein „großes“ (230 S, W 111). Insgesamt wurden 2754 I.M.A.-Universal-Heckflossenkombis produziert. In geringer Zahl wurden bei I.M.A. auch Heckflossen-Limousinen hergestellt. Später wurden bei I.M.A. auch einige Limousinen des Nachfolgetyps W 115 gefertigt. Das Unternehmen ging 1968 in Konkurs.

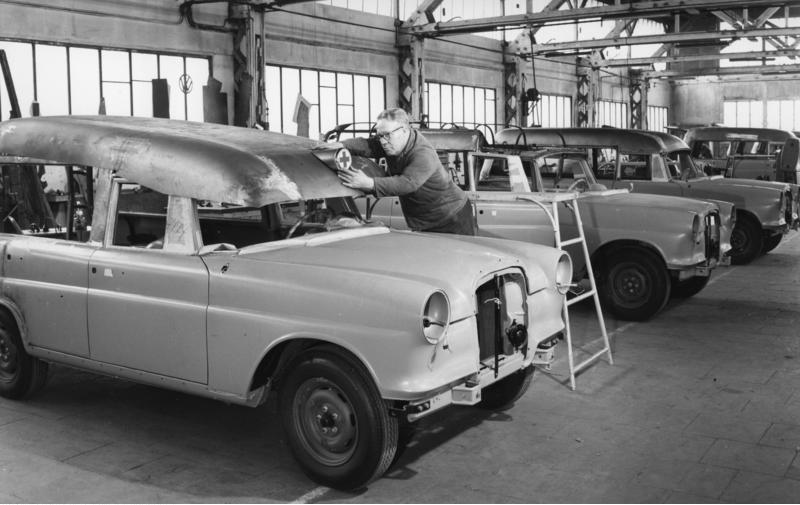
Krankenwagenproduktion bei Miesen

I.M.A.-Kombis gelten wegen der Kooperationsvereinbarungen mit Daimler-Benz als die einzigen „offiziellen“ Kombis der Heckflossen-Modelle; andere Kombis gelten als Umbauten. Bei Restaurierungen zeigt sich, dass der Korrosionsschutz bei I.M.A. nicht ganz auf Mercedes-Niveau war: I.M.A.-Kombis sind, ausweislich der Berichte und Kaufberatungen des Oldtimer-Vereins V.D.H., häufig schlechter im Zustand als Limousinen und zeigen, fertigungs- und einsatzbedingt, oft einen hohen Restaurierungsbedarf vor allem an der Heckpartie mit den Kombi-spezifischen Sonderteilen.
Den W 110 gab es nicht nur als Limousine, sondern auch mit Sonderaufbauten als Krankenwagen, Leichenwagen und Kombiwagen. Meist wurden diese als teilgefertigte Karosserien ohne Dach, Heckscheibe und Kofferklappe vom Werk Sindelfingen an diverse Karosseriebauunternehmen ausgeliefert. Binz und Miesen fertigten Ambulanzen, aber auch Leichenwagen, Lieferwagen und Kombis.
Pollmann, Rappold, Welsch, Stolle, Pilato und andere Unternehmen fertigten in erster Linie Bestattungsfahrzeuge. In sehr geringer Zahl wurden neben kommerziellen Nutzfahrzeugen auch Kombis von den Unternehmen Jauernig (Österreich), Marbach (Schweiz), Movauto (Portugal) und Hägele auf Auftrag gefertigt.

## Sonstiges

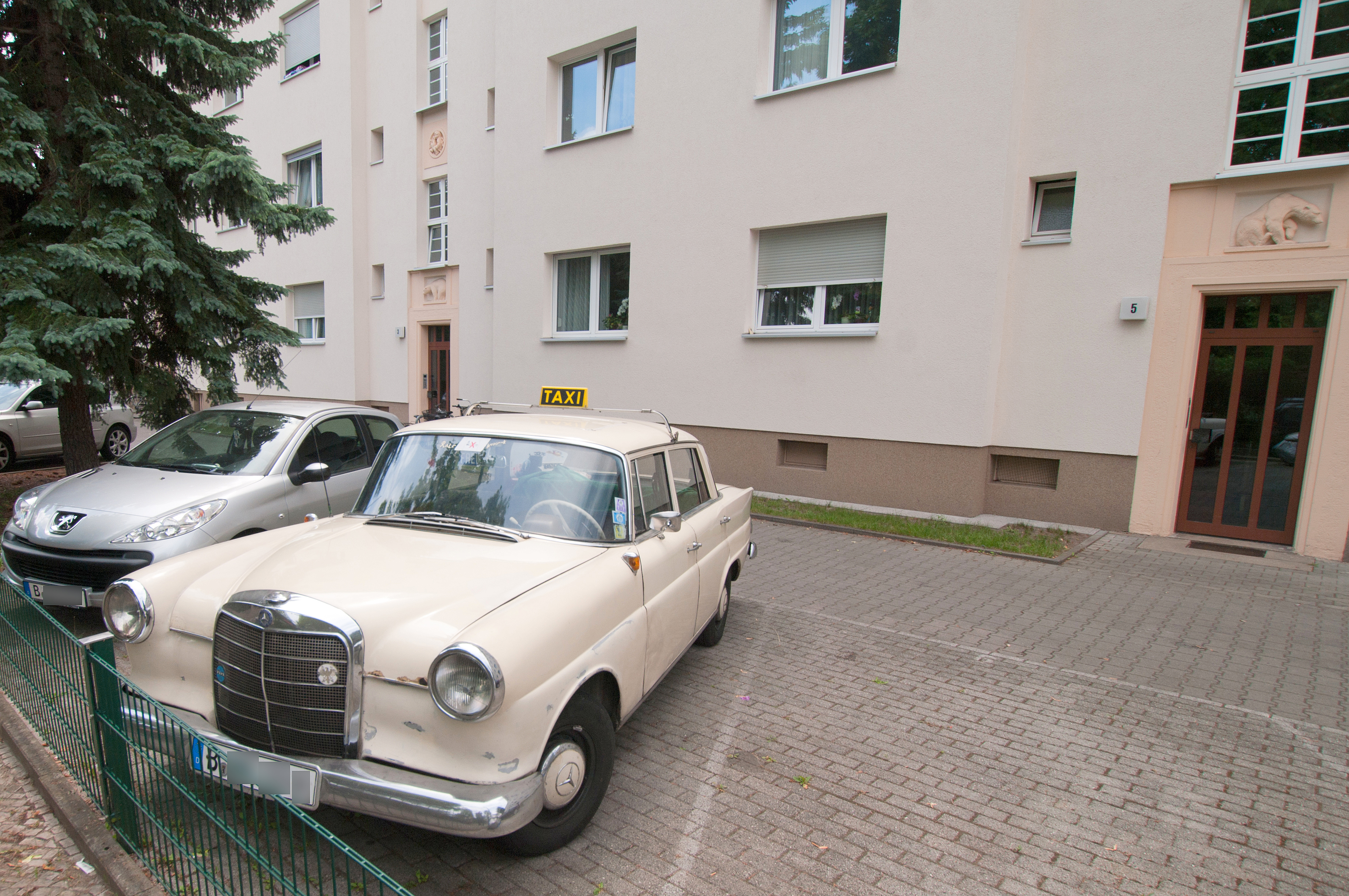
190 Dc (1964), vordere Sitzreihe mit Sitzkissen und Armlehne

### Fast eine Million Kilometer als Taxi
Der Berliner Taxifahrer Ralf Werner fährt seine Kunden noch immer (Stand 2017) mit einem W 110 in hellelfenbein, Modell 190 D, Baujahr 1964 – dem ältesten Taxi von Berlin. Das Fahrzeug mit dem Spitznamen Nepomuk hat mittlerweile über 990.000 km zurückgelegt. Im Zuge der neuen Feinstaubverordnung in der Umweltzone ab Januar 2008 wurde ihm der Betrieb des Fahrzeugs in weiterer Zukunft als Taxi untersagt und ihm auch das H-Kennzeichen für historische Fahrzeuge aufgrund der gewerblichen Nutzung wieder aberkannt. Werner wollte versuchen, eine Ausnahmegenehmigung für seinen bei den Fahrgästen sehr beliebten Oldtimer zu bekommen, notfalls über gerichtliche Schritte. Inzwischen ist ihm das H-Kennzeichen wieder zuerkannt worden, so dass er wieder einen normalen Fahrbetrieb aufnehmen konnte.